# Schulfahrt

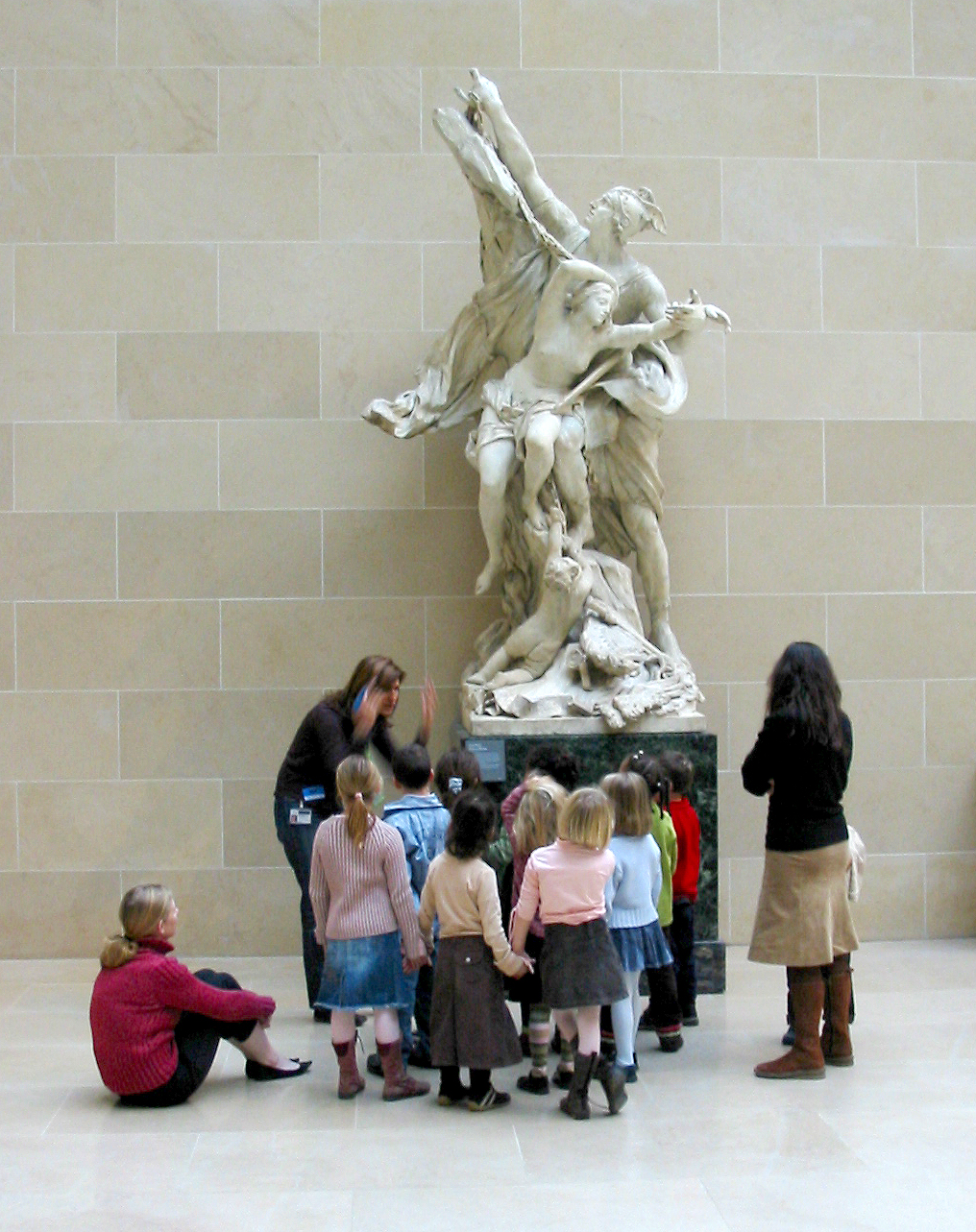
Schulausflug in den Louvre mit Lernen durch Anschauung

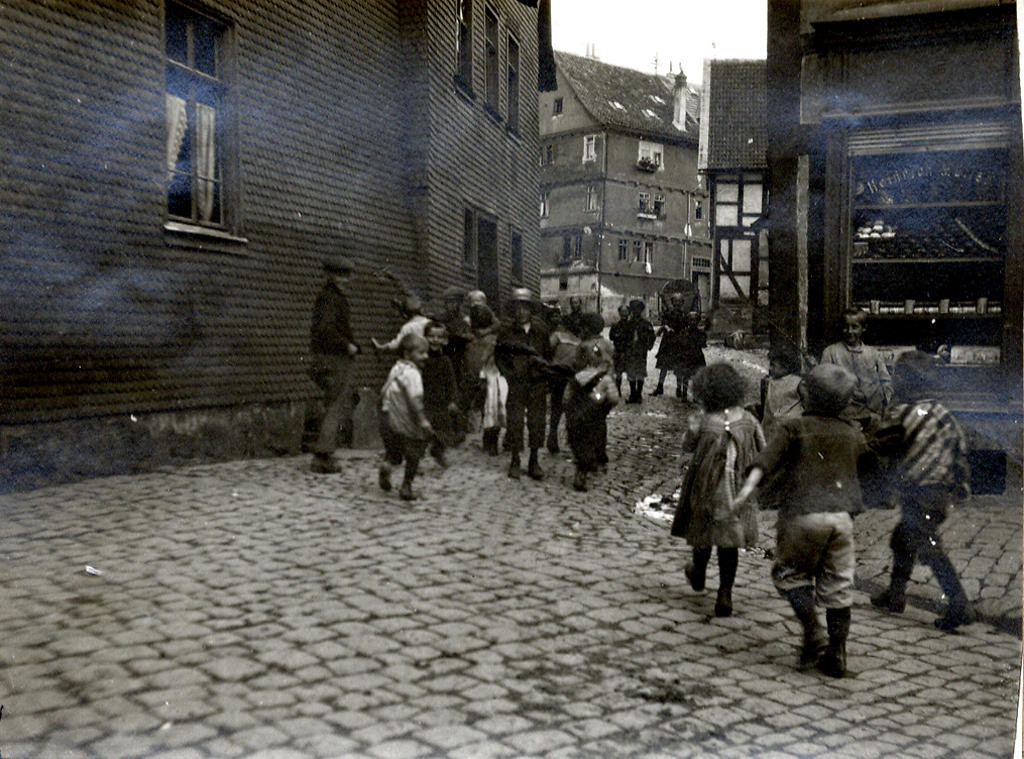
Schulausflug in die Altstadt von Alsfeld um 1900

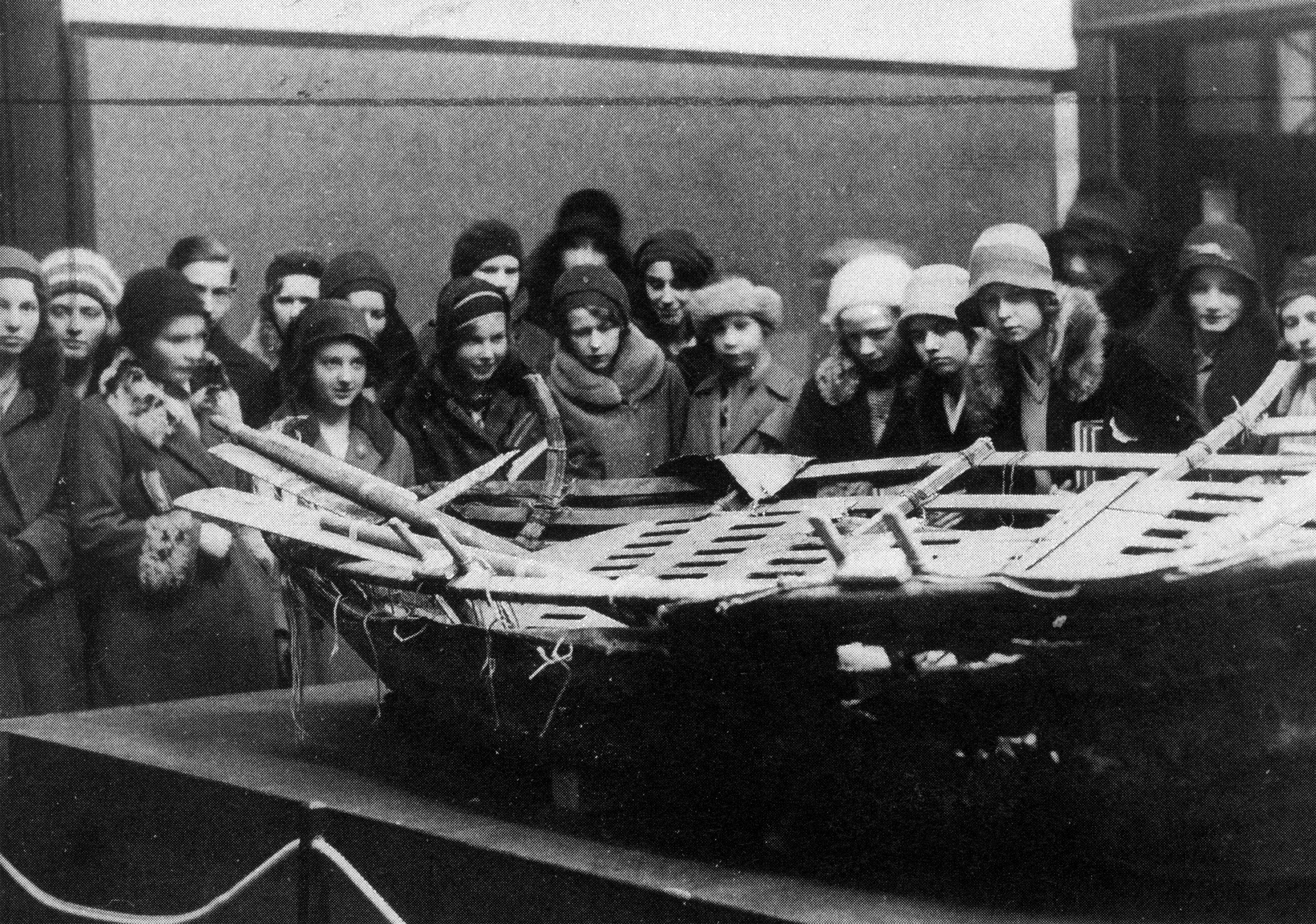
Schulausflug ins Stockholmer Museum (1930)

Die Schulfahrt (auch Schulausflug/Schülerfahrt, Klassenfahrt, Schulreise oder Unterrichtsgang) ist ein Sammelbegriff für Reisen oder Ausflüge von Schülern mit Transportmitteln zu unterschiedlichen Fahrtzwecken.

## Deutschland

### Allgemeines
Schulfahrten, Schullandheimaufenthalte, Schulwanderungen, Studienfahrten und internationale Begegnungen sind Bestandteile der Bildungs- und Erziehungsarbeit der Schulen. Sie dienen ausschließlich Bildungs- und Erziehungszwecken und müssen einen deutlichen Bezug zum Unterricht haben, aus dem Schulprogramm erwachsen und im Unterricht vor- und nachbereitet werden. Die Teilnahme hieran gehört zu den Dienstaufgaben der Lehrer. Sie können nur durchgeführt werden, wenn sie vorher zwischen Lehrkräften, Eltern und Schülern abgestimmt wurden. Alle Aktivitäten müssen einen unmittelbaren Bezug zum Schulunterricht aufweisen.
Oft organisieren Schulen und Lehrkräfte Klassenfahrten mit dem Ziel, dass sich die Schüler untereinander besser kennenlernen. Dieses Ziel wurde mit erlebnispädagogischen Klassenfahrten erweitert, wozu auch individuelles Lernen/Selbsterfahrungen, soziales Lernen in Gruppenprozessen und ökologisches Lernen zählen. Die Schulaufsicht genehmigt Schulfahrten mit rein touristischem Zweck und Zielen (Strandaufenthalt) im Allgemeinen nicht. Ausnahmen bilden Abschlussfahrten, welche primär dazu dienen, einer auseinander gehenden Klasse einen gemeinsamen Abschied zu bieten. Ähnliche Funktion hat eine Abi-Reise/Matura-Reise, die jedoch oft von der Schülerschaft selbst organisiert wird und deshalb keine Schulfahrt darstellt.

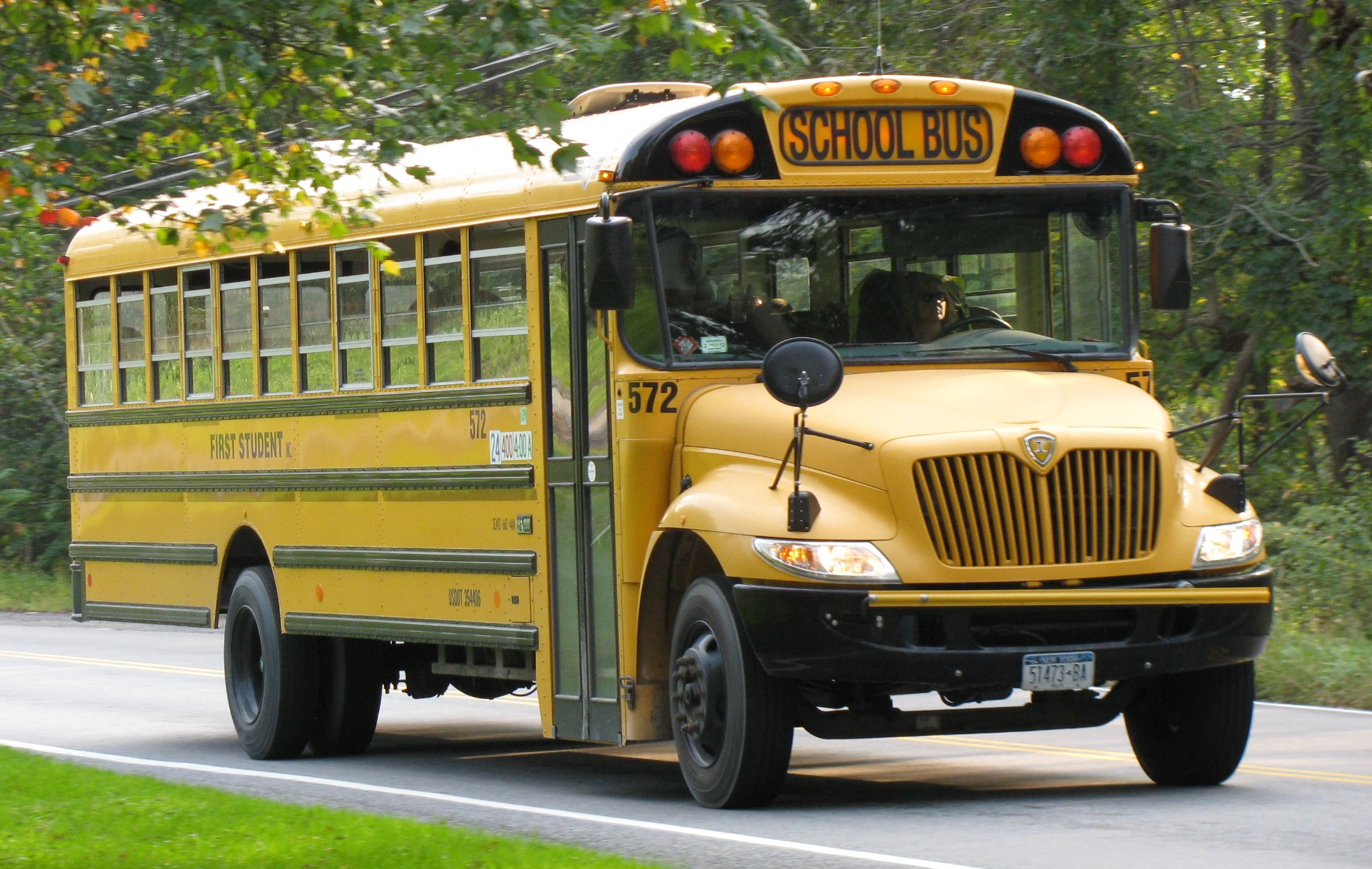
Typischer US-amerikanischer Schulbus zum täglichen Schülertransport

### Arten
Zu unterscheiden ist zwischen:
- Schülerfahrt: Ist der mit Schulbussen zwischen Wohnung und Schule und zurück durchgeführte Transport von Schülern an Schultagen.
- Schul-/Klassenfahrt: Alle Klassen bzw. eine einzelne Klasse einer Schule verlassen für einen festgelegten Zeitraum (Tagesausflug oder länger) die Schule.
- Schul-/Klassenwandertag:  Alle Klassen bzw. eine einzelne Klasse einer Schule befinden sich an einem Unterrichtstag auf einem Tagesausflug oder Unterrichtsgang.
- Landschulwoche: Aufenthalt für Schüler in einem Schullandheim, Schulsportwochen, Schulskikurse und ähnliche Veranstaltungen.
- Mehrtägige Exkursionen und Feldübungen.
- Bundesjugendspiele: Die Teilnahme der Schüler ist gemäß einem Beschluss der Kultusministerkonferenz vom Oktober 1979 verpflichtend.[4]
- Schüleraustausch: Austauschreisen über Ländergrenzen hinweg, mit maximal einem Schuljahr („Austauschjahr“) die längste Schulfahrt.

Die Bezeichnungen unterscheiden sich von Ort zu Ort. Als Transportmittel kommen neben Schulbussen auch Reisebusse, Eisenbahnen, Flugzeuge oder Schiffe in Frage.

### Rechtsfragen
Die Schülerfahrt ist ein Rechtsbegriff, denn gemäß § 43 PBefG gelten regelmäßige Schülerfahrten mit Schulbussen zwischen Wohnung und Schule und zurück als Linienverkehr unter Ausschluss anderer Fahrgäste (Sonderformen des Linienverkehrs). Veranlasser für die Einrichtung der Schülerfahrt ist meist der Schulträger oder die Schule selbst. Schülerfahrten sind mit dem Schulbusschild zu kennzeichnen (§ 33 Abs. 4 BOKraft), die Schulbusse müssen an der Rückseite zwei zusätzliche Blinkleuchten besitzen (§ 54 Abs. 4 Nr. 4 StVZO).
Die Schule entscheidet über die Durchführung von Schulwanderungen und Schulfahrten in eigener Verantwortung. Die Genehmigung der Schulfahrten als Schulveranstaltung erteilt die Schulleitung aufgrund eines rechtzeitig vor Beginn zu stellenden Antrags. Es ist dabei insbesondere zu prüfen, ob die Veranstaltung dem Bildungs- und Erziehungsauftrag der Schule gerecht wird, ob das von der Schulkonferenz vorgegebene Fahrtenprogramm beachtet wird und ob die Finanzierung gesichert ist.
Im Reiserecht ist Gastschüler, wer einen mindestens drei Monate andauernden und mit dem geregelten Schulbesuch verbundenen Aufenthalt bei einer Gastfamilie (Schüleraustausch) in einem anderen Staat zum Gegenstand hat (§ 651u Abs. 1 BGB). Hierfür gelten wesentliche Bestimmungen der Pauschalreise, wobei der Anbieter des Gastschulaufenthalts als Reiseveranstalter gilt und für etwaige Reisemängel haftet (§ 651i Abs. 1 BGB). Hierbei ist jedoch umgangssprachlich der Begriff Austauschschüler geläufiger.
Im Sozialrecht werden bei Schülern die tatsächlichen Aufwendungen für Schulausflüge und mehrtägige Klassenfahrten im Rahmen der schulrechtlichen Bestimmungen als „Bedarf für Bildung und Teilhabe“ gemäß § 28 Abs. 2 SGB II anerkannt. Bei genehmigten Schulfahrten besteht für Schüler gesetzlicher Unfallversicherungsschutz über die Unfallkassen der Länder. Für Lehrer gelten Schulausflüge als Dienstreise, die von der Schulleitung genehmigt wird.

### Finanzierung
Den entsprechenden Rahmen einschließlich Höchstdauer und Kostenbegrenzung legt die Schulkonferenz des jeweiligen Bundeslandes fest (§ 65 Abs. 2 Nr. 6 SchulG NRW). Die Schulmitwirkungsgremien Schulpflegschaft, Schülerrat und Lehrerkonferenz sind vor der Beschlussfassung zu befragen. Bei einer Dauer von mehr als zwei Wochen muss der darüber hinausgehende Teil in die Schulferien gelegt werden.
Die Kostenobergrenze ist niedrig zu halten. Sie wird stetig angepasst. Eine Kostendeckelung hilft, die Preise für Klassenfahrten unter den marktüblichen Tourismuspreisen zu halten. Aufgrund steigender Preise wurde im November 2023 die letzte Erhöhung der Kostengrenze in Berlin für Klassenfahrten und ihre Aktivitäten eingeführt.

### Geschichte
Schulwanderungen sind spätestens seit dem ersten Drittel des 19. Jahrhunderts zumindest an einzelnen Schulen nachweisbar. So ist aus biografischen Abhandlungen zu Friedrich Fröbel zu entnehmen, dass Schulwanderungen um das Jahr 1805 bereits an der Frankfurter Musterschule üblich waren. Auch in Fröbels erster Gründung, der Allgemeinen deutschen Erziehungsanstalt in Keilhau, gehörten seit ihrer Gründung 1816/17 Schulwanderungen zum Programm. Als Protagonist des Schul-Wandertages gilt allerdings der Pädagoge Karl Volkmar Stoy (1815–1885), der am 21. August 1853 erstmals mit seiner Schulgemeinde von Jena bis zum Großen Inselsberg wanderte. Daran erinnert ein Gedenkstein nahe dem Gipfel.
Die Kultusministerkonferenz (KMK) hat am 30. September 1983 Empfehlungen zur pädagogischen Bedeutung und Durchführung von Schullandheimaufenthalten beschlossen und löste damit den Beschluss vom 21. Januar 1953 über das „Schulwandern“ ab. In dem Beschluss werden Ziele definiert sowie Hinweise zur Vorbereitung und Durchführung gegeben. Der Beschluss wird in den Bundesländern meist in einem speziellen Wandererlass oder Fahrtenerlass oder in entsprechenden Verwaltungsvorschriften umgesetzt.
Der Aufenthalt in einem Schullandheim ist in der Regel mit Unterrichtsveranstaltungen verbunden.
Um Schülern aus sozial schwachen Verhältnissen die Teilnahme an kostenpflichtigen Veranstaltungen zu ermöglichen, gibt es an vielen Schulen einen Schulverein, der finanzielle Hilfe beisteuert. Ist der Schulverein gemeinnützig, so darf er jedoch nicht nur einzelne Schüler fördern. Stattdessen werden Klassenfahrten und Exkursionen für die gesamte Klasse unterstützt. Zudem gibt es von offizieller Seite Unterstützung für die Finanzierung von Klassenfahrten und Schullandheimaufenthalten bei Erhalt von Leistungen nach Hartz IV (ALG II). Diese Kosten werden zusätzlich zur Regelleistung übernommen. Eine weitere Möglichkeit der finanziellen Unterstützung sind die Orts- und Kreisverbände der verschiedenen Wohlfahrtsverbände (Deutsches Rotes Kreuz, Arbeiterwohlfahrt (AWO), Paritätischer Wohlfahrtsverband, Diakonisches Werk, Deutscher Caritasverband), die teilweise Mittel für diese Zwecke bereithalten. Zuletzt gibt es in verschiedenen Bundesländern auch Sozialfonds, die die Teilnahme von Kindern aus finanziell schwächeren Familien an schulischen Aktivitäten unterstützen sollen.

### Auslandsreisen in die EU und in die Schweiz
Ist eine Auslandsreise geplant, müssen alle Schüler im Besitz eines Reisedokuments oder einer Einreiseerlaubnis für den Transitstaat, der durchreist wird, und das Zielland sein. Für eine Klassenfahrt in einen Mitgliedstaat der Europäischen Union und in die Schweiz gibt es hierfür ein besonderes Verfahren, das es Schülern, die entweder keinen Pass und/oder kein erforderliches Visum besitzen, ermöglicht, trotzdem an der Klassenfahrt teilzunehmen (Schülersammelliste bzw. Schülerliste). Dieses Verfahren ist bei pass- und visumlosen Schülern, die nicht Unionsbürger oder Schweizer Bürger sind, zwingend einzuhalten. Drittstaatsangehörige Schüler, die keine Einreiseerlaubnis besitzen, werden an einer Schengen-Außengrenze bei der Einreise in einen Nicht-Schengen-Staat zurückgewiesen und müssen dann dort von ihren Eltern abgeholt werden. Auch bei Reisen innerhalb des Schengen-Raums kann es zu Problemen anlässlich durchgeführter Ausweiskontrollen im Binnenland kommen, wenn ein drittstaatsangehöriger Schüler keinen Pass oder keinen Aufenthaltstitel des Wohnsitzstaats vorzeigen kann.

## Österreich
Schulveranstaltungen sind im SchuUG in § 13 SchuUG geregelt. Dabei sind die Schüler „zur Teilnahme an Schulveranstaltungen ohne Rücksicht darauf verpflichtet, ob die Veranstaltung innerhalb oder außerhalb der Schulliegenschaften stattfindet, sofern nicht.....mit der Veranstaltung eine Nächtigung außerhalb des Wohnortes verbunden ist.“